# Шраер-Петров, Давид Петрович
Давид Петрович Шраер-Петров (настоящее имя — Давид Пейсахович Шраер; англ. David Shrayer-Petrov; 28 января 1936, Ленинград — 9 июня 2024, Бостон) — российский поэт, прозаик, мемуарист, эссеист, переводчик; врач и учёный-медик; автор более двадцати пяти книг, среди которых широко известен роман-трилогия об отказниках.

## Биография
Родился в Ленинграде (Санкт-Петербурге) 28 января 1936 года. Происхождение ведёт из династии литовских раввинов и подольских мельников Со стороны отца, Пейсаха (Петра) Шраера, приходится троюродным братом литературоведу Омри Ронену и хирургу Теодору Шраеру.
Поступил в медицинский институт в 1953 году, после окончания служил армейским врачом в Белоруссии.
Окончил аспирантуру по микробиологии Ленинградского Института Туберкулеза; доктор медицинских наук. Осенью 1970 года работал на эпидемии холеры в Ялте. В 1978 году был уволен из Института микробиологии им. Гамалеи за подачу документов на выезд и «в отказе» работал врачом в районной поликлинике. Как учёный-медик, Д. П. Шраер (D. P. Shrayer) опубликовал почти сто статей по микробиологии, бактериофагам и онкологической иммунологии, а также монографию «Стафилококковые инфекции в СССР» (по-английски).
С наступлением хрущёвской оттепели имя Давида Шраера-Петрова появляется в литературе. В конце 50-х Шраер-Петров был одним из лидеров литературного объединения (лито) при Дворце Культуры Промкооперации (позднее Ленсовета), в которое входили молодые Илья Авербах, Дмитрий Бобышев, Сергей Вольф, Анатолий Найман, Евгений Рейн и другие писатели. В Ленинграде конца 50-х и начала 60-х Шраер-Петров был известен как один из самых одарённых поэтов своего поколения. Стихи и переводы впервые опубликовал в конце 50-х. Взял литературный псевдоним «Давид Петров» — из русификации имени его отца (Пейсах-Петр). Первый поэтический сборник был рассыпан после процесса над Иосифом Бродским, с которым был дружен с весны 1961 года. Однако в литературе 60-70-x он был известен больше всего как переводчик поэзии, его собственные стихи долгое время ходили лишь в самиздате и печатались мало. В 1962 году женился на филологе и переводчице Эмилии Поляк (Шраер). В 1964 году он переехал из Ленинграда в Москву, где в 1967 году вышла его первая книга стихов «Холсты» с предисловием Льва Озерова. Кроме того, у Шраера-Петрова в 70-е годы в СССР вышло две книги эссе. Только в 1976 года Шраер-Петров был принят в Союз писателей по рекомендациям Виктора Шкловского, Льва Озерова и Андрея Вознесенского.
Генрих Сапгир о Давиде Шраере-Петрове:
Зрелый поэт, который успел побывать в советских поэтах и переводчиках и нашел в себе силы выбраться из этого болота. Ну, конечно, и судьба так сложилась. Давид решил эмигрировать, стал отказником. Но это, как я понимаю, внешние события. Он уже давно думал и писал иначе, чем вся эта кодла («Народ — победитель! народ — строитель! Бам! Бам! БАМ!»)….
В январе 1978 года Шраер-Петров вместе с семьей подаёт заявление на выезд из СССР. Однако власти поначалу отказывают в выездной визе. Зато лишают членства в Союзе писателей и возможности работы по специальности, он становится «отказником». Он всецело отдаётся литературе, писатель садится за письменный стол и пишет первый две части будущей трилогии об отказниках. В первых двух частях романа-трилогии, «Доктор Левитин» и «Будь ты проклят, не умирай», изданных целиком в 1992 году в Москва под названием «Герберт и Нэлли», анализируется с разоблачительной достоверностью жизнь обычной советской семьи — семьи, как очень часто встречается, двунациональной, еврейско-русской. Автор даёт единственный возможный путь её — смерть. Или — исход. «Герберт и Нэлли» — значительное художественное произведение о массовом исходе евреев из России и об отказниках. Роман «Герберт и Нэлли» был опубликован сначала в Израиле, а потом в Москве ещё через несколько лет — в 1992 г. (до того ходил по Москве в самиздате) и номинирован в 1993 году на Русского Букера (2-е изд. Санкт-Петербург, 2006; 3-е изд. М, 2014). Уже в США написана третья часть трилогии об отказниках — «Третья жизнь». В 2018 году в английском переводе издана первая часть — «Doctor Levitin». В годы «отказа», несмотря на преследования со стороны КГБ, несмотря на организованную травлю в советских СМИ, Шраер-Петров продолжает литературную деятельность, пишет стихи, включая книгу-цикл «Невские стихи», прозу, литературоведческие эссе, драматургию. В интервью 2019 года Шраер-Петров сказал об этом периоде своей жизни: «я ни на кого уже не оглядывался в отказе. Я писал только оглядываясь на себя.» Оставаясь приверженцем формального поиска, ввёл в прозу жанр «фантеллы». Его эссе «Искусство как излом» развивает парадоксальность работы Виктора Шкловского «Искусство как прием».
Провёл в отказе почти 9 лет. В годы отказа писатель с женой, филологом и переводчицей Эмилией Шраер (урожд. По́ляк) руководил семинаром-салоном отказников, в котором выступали литераторы, музыканты и другие деятели искусства. Шраер-Петров вместе с женой и сыном, литературоведом и писателем Максимом Д. Шраером, покинул Россию лишь с началом перестройки — 7 июня 1987 г. За годы эмиграции по обе стороны Атлантики вышло более двадцати книг Шраера-Петрова, к том числе четыре книги прозы по-английски (см. список ниже). Произведения писателя переводились на польский, болгарский, литовский, английский, французский, хорватский, японский, иврит и др. языки.
Сборник любовной лирики Давида Шраера-Петрова «Песня о голубом слоне» назван Энциклопедией Британника в числе лучших поэтических сборников русского зарубежья за 1990 год.
Другой роман «Савелий Ронкин» (2004) (Читать роман «Савелий Ронкин») — в числе претендентов на Русского Букера в 2004 г.. Целый ряд книг писателя выдвигался на литературные премии и входил в списки претендентов.
В США в 2003 году вышла книга рассказов «Иона и Сарра: еврейские рассказы о России и Америке» («Jonah and Sarah: Jewish Stories of Russia and America») в переводе на английский язык, в 2006 — книга «Осень в Ялте: роман и три рассказа» («Autumn in Yalta: A Novel and Three Stories»), а в 2013 — книга «Обед с вождем и другие рассказы» («Dinner with Stalin and Other Stories»). В 2018 году в США вышел перевод первого тома трилогии об отказниках — «Doctor Levitin». Переводы романов и рассказов Шраера-Петрова на английский язык изданы под редакцией и с комментарием его сына Максима Д. Шраера.
В 1987—2007 годах жил в Провиденсе, штат Род Айленд, работал научным сотрудником кафедры хирургии Брауновского университета (основные труды в области экспериментальной онкологии). С 2007 года живёт в Бостоне и полностью отдаёт себя литературной работе.
В мае 2017 года Давид Шраер-Петров принимал участие в программе нью-йоркских «Русских сезонов в музее Николая Рериха».
В 2021 году 85-летний юбилей писателя был отмечен выходом в свет сборника статей и материалов «Параллельные вселенные Давида Шраера-Петрова», одновременно изданного в Бостоне на английском языке и в Санкт-Петербурге на русском языке.
Умер 9 июня 2024 года в Бостоне от осложнений, связанных с болезнью Паркинсона в возрасте 88 лет.

## Книги
Стихи
- Деревенский оркестр. Шесть поэм. Санкт-Петербург, 2016.
- Невские стихи. Стихи. Санкт-Петербург, 2011.
- Линии-фигуры-тела. Стихи. Санкт-Петербург, 2010.
- Две книги. Стихи. Philadelphia, 2009.
- Форма любви. Стихи. Москва, 2003.
- Барабаны судьбы. Стихи. Москва, 2002.
- Питерский дож. Стихи. Санкт-Петербург, 1999.
- Пропащая душа. Стихи. Providence, RI, 1997.
- Вилла Боргезе. Стихи. Holyoke, MA, 1992.
- Песня о голубом слоне. Стихи. Holyoke, MA, 1990.
- Холсты. Стихи. || В сб. «Перекличка». Предисловие Льва Озерова. Москва, 1967.

Романы и рассказы
- Искупление Юдина. Роман. Москва, 2021.
- Doctor Levitin: A Novel. Detroit, 2018.
- Кругосветное счастье. Рассказы. Москва, 2017.
- Dinner with Stalin and Other Stories. Syracuse, NY, 2014. Финалист Edward Lewis Wallant Award, 2014.
- История моей возлюбленной, или Винтовая лестница. Роман. Москва, 2013.
- Третья жизнь. Роман. Луганск, 2010.
- Autumn in Yalta: A Novel and Three Stories. Syracuse, NY, 2006.
- Карп для фаршированной рыбы. Рассказы. Москва, 2005.
- Эти странные русские евреи. Романы <Савелий Ронкин. Странный Даня Раев>. Москва, 2004.
- Jonah and Sarah: Jewish Stories of Russia and America. Syracuse, NY, 2003.
- Замок в Тыстемаа. Роман. Tallinn, 2001.
- Французский коттедж. Роман. Providence, RI, 1999.
- Герберт и Нэлли. Роман. 1 изд. Москва, 1992; 2 изд. Санкт-Петербург, 2006; 3 изд. Москва, 2014 (сокр. вариант в сб. «В отказе». Иерусалим, 1986).

Драматургия
- Вакцина, Эд Теннер. Трагикомедия в стихах. М., 2021.

Мемуары
- Охота на рыжего дьявола: Роман с микробиологами. Москва, 2010.
- Водка с пирожными: роман с писателями. Санкт-Петербург, 2007.
- Москва златоглавая. Литературные воспоминания. Baltimore, MD, 1994.
- Друзья и тени: роман с участием автора. New York, NY, 1989.

Эссе и литературоведение
- Генрих Сапгир: Классик авангарда. (В соавторстве с М. Д. Шраером). Санкт-Петербург, 2004. 2-е изд., испр. Санкт-Петербург. 2016. 3-е изд., испр., Екатеринбург, 2017.
- Поэзия о трудовом героизме. Москва, 1977.
- Поэзия и наука. Москва, 1974.

## Романы, опубликованные в периодике и не вошедшие в книги
- Модель жизни. «Мосты» 23-25 (2009—2010).
- Игра в бутылочку. «Слово/Word» 97 (2018); 107—108 (2020); 109 (2021); 110 (2021).

## Избранные научные публикации на английском языке
- Stefan O. P. Hofer; David Shrayer; Jonathan S. Reichner; Harald J. Hoekstra; Harold J. Wanebo. Wound-Induced Tumor Progression: A Probable Role in Recurrence After Tumor Resection. Archives of Surgery, 133:383—389, 1998.
- David P. Shrayer, Bernard Cole, Vincent J. Hearing, Stanley F. Wolf, Harold J. Wanebo. Immunotherapy of mice with an irradiated melanoma vaccine coupled with interleukin-12. Clinical and Experimental Metastasis, 17:73—80, 1999.
- David P. Shrayer, Hendrik Bogaars, Bernard Cole, Stanley F. Wolf, Harold J. Wanebo. Capacity of murine IL-12 to inhibit the development of primary melanoma tumors and to prevent lung metastases in the melanoma-challenged mice. Journal of Experimental and Therapeutic Oncology, 2:93—99, 2002.
- Cheryl Lee D. Eberting, David P. Shrayer, Janet Butmarc, Vincent Falang. Histologic Progression of B16 F10 Metastatic Melanoma in C57BL/6 Mice Over a Six Week Time Period: Distant Metastases before Local Growth. The Journal of Dermatology, 31:299—304, 2004.
- David Shrayer, Douglas M. Gersten, James Koness, Abby Maizel, Harold Wanebo, Vincent J. Hearing. B700 Antigen as a Component of an Antimelanoma Vaccine: Formalinized Extracellular Antigens. Pigment Cell Research, 5:107—112, 2006.
- David Shrayer. Staphylococcal Disease in the Soviet Union. Epidemiology and Response to a National Epidemic. Bethesda, MD, 1989.